# Edgard Grecco
Edgard Grecco (São Paulo, 4 de junho de 1923 — , 10 de novembro de 2003) foi um político brasileiro. Foi prefeito eleito do município paulista de Mauá.
Edgard era irmão do vereador Waldemar Grecco, que fez parte da primeira legislatura mauaense. Antes de entrar pra política, foi canteiro e  depois, dona de pedreira. 
Disputou as últimas eleições antes do golpe militar de 1964, concorrendo à prefeito pelo Partido Trabalhista Brasileiro (PTB). Ganhou as eleições com 2789 votos contra 2556 dos segundo colocado Ennio Brancalion, da chapa Partido Trabalhista Cristão (PTC)/Partido Trabalhista Nacional (PTN). Assumiu o governo em 1 de janeiro de 1963. Durante seu governo, em 1965, foi inaugurado o Cemitério Santa Lídia.
Seu governo, porém, durou menos de dois anos. Os partidos de oposição tinham maioria na Câmara, no caso, o Partido Democrata Cristão (PDC), que  elegeu quatro vereadores, e a União Democrática Nacional (UDN), com três. O PTB, base de sustentação do prefeito, elegeu apenas dois, assim como o Partido Social Progressista (PSP). Esse cenário político desfavorável, agravado pelo fato de o vice eleito, José Mauro Lacava do PTN, integrar a oposição, contribuíram pra uma grave crise em seu governo.  Após divergências públicas entre o executivo e membros do legislativo, acerca das seguintes denúncias: “distribuir vales para funcionários públicos, descontando no pagamento; ceder verba para o time da Vila Assis Brasil representar a cidade num torneio; isentar uma empresa de impostos” - foi desencadeado um movimento dentro da Câmara Municipal, o qual culminou no impeachment do prefeito em 17 de dezembro de 1965, sendo Edgard Grecco o único prefeito impedido em toda história do município.
José Mauro Lacava assumiu a prefeitura e Edgard Grecco tornou-se inelegível por dez anos, e não voltou mais a assumir nenhum cargo público. No entanto, seu filho Edgard Grecco Filho se elegeu e reelegeu vereador pelo município seguidas vezes nas décadas seguintes, enquanto seu outro filho, José Carlos Grecco, elegeu-se prefeito assim como o pai, em 1992, governando entre 1993 e 1996.